# 宮本村 (新潟県)
宮本村（みやもとむら）は、かつて新潟県三島郡にあった村。

## 沿革
- 1889年（明治22年）4月1日 - 町村制施行に伴い三島郡宮本村、東方村、堀ノ内村が合併し、宮本村が発足。
- 1956年（昭和31年）9月30日 - 三島郡大積村と合併し、二和村となり消滅。

## 学校
- 宮本村立宮本中学校
- 宮本村立宮本小学校